# Эрмак
Эрмак (англ. Ermac) — персонаж франшизы Mortal Kombat. Дебютировал в игре Ultimate Mortal Kombat 3 (1995) в качестве разблокируемого героя. Представляет собой магическое создание из душ умерших воинов, обладающее телекинетическими способностями.
Персонаж возник на основе слухов, распространённых во времена выхода первой части. Согласно им, в игре был секретный герой, ниндзя красного цвета. Его имя появилось из-за сообщения «ошибка макроса», которое отображалось сокращённо как «ERMACS», из меню диагностики Mortal Kombat 1992 года. Хотя слухи оказались ложными, растущий интерес привёл к тому, что в конечном итоге Эрмак стал официальным игровым персонажем. С тех пор он появлялся в других произведениях на основе франшизы, например, мультсериале «Смертельная битва: Защитники Земли». Эрмак получил положительные отзывы от критиков, которые признают его одной из самых запоминающихся легенд из видеоигр.

## История создания
В меню диагностики Mortal Kombat 1992 года на экране аудита, где игрок мог посмотреть свою статистику, отображался макрос, созданный одним из авторов франшизы и программистом Эдом Буном для регистрации ошибок кодирования. Эта практика использовалась компанией Midway Games с момента выпуска аркадной Smash TV в 1990 году. Ошибка макроса (англ. error macro) в результате стяжения отображалась как «ERMACS». В ранних версиях игры надпись появлялась на экране аудита под счётчиком «Шан Цзун побеждён», отсылая к финальной битве с боссом. Однако после того, как Бун добавил скрытого персонажа, Рептилию, в третью ревизию, «ERMACS» теперь значился под счётчиками «Появления Рептилии» и «Битвы Рептилии», что спровоцировало игроков на поиск второго секретного персонажа по имени Эрмак.
Midway удалила фразу из пятого и последнего обновления игры в марте 1993 года, но слухи о персонаже усилились после того, как Electronic Gaming Monthly (EGM) опубликовал снимок из Mortal Kombat и письмо от некой Тони Кейси, которая утверждала, что она играла против  красного ниндзя по имени Эрмак. На самом деле, фотография представляла собой подделанное изображение изначально жёлтого персонажа-ниндзя Скорпиона. Читатели журнала стали массово утверждать, что также стали свидетелями сбоя, из-за которого герои-ниндзя мигали красным, а их имя изменялось на «ERMACS», однако в реальности такое событие было невозможно, поскольку счётчик макроса не мог увеличиться в случае реальной программной ошибки, пока не существовало красной палитры для персонажей.
В финале Mortal Kombat II (1993) присутствовало зашифрованное сообщение, которое гласило: «Эрмака не существует», но ни Бун, ни директор по маркетингу Midway Роджер Шарп прямо не отрицали присутствие персонажа в игре. В октябре 1995 года, через два года после публикации EGM, Эрмак был добавлен в Ultimate Mortal Kombat 3.

## Образ

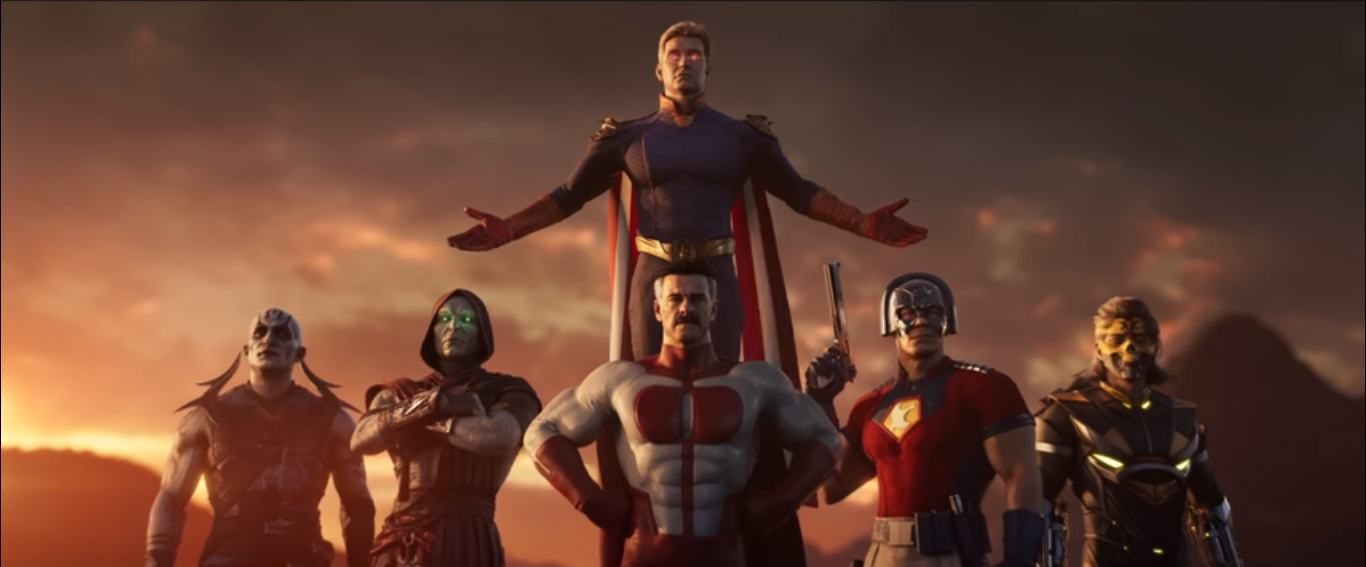
Эрмак (второй слева) в трейлере к дополнению Mortal Kombat 1. Персонаж дебютировал как перекрашенная в красный цвет модель Скорпиона, получив свой собственный узнаваемый образ только в Mortal Kombat: Deception.

В Ultimate Mortal Kombat 3 Эрмака сыграл актёр Джон Тёрк. Он был идентичен другим ниндзя мужского пола, так как его модель была сделана посредством смены палитры Скорпиона. Его отличал красный цвет костюма и более тёмный оттенок кожи. В Mortal Kombat: Deception, ознаменовавшей возвращение Эрмака в качестве игрового персонажа, герой обрёл совершенно новый, уникальный дизайн, автором которого выступил Стив Беран, ведущий дизайнер персонажей и арт-директор франшизы. Эта модель стала основой для дизайна в перезапуске серии 2011 года, но с большим количеством чёрной палитры.
В Mortal Kombat X его фигура стала более стройной, а маска обнажает большую часть лица с разлагающейся кожей. В NetherRealm Studios объяснили истощённый внешний вид Эрмака так: «Это то, что осталось от наследия его хозяина Шао Кана. Форма конструкции не выдерживает течения времени. Мы хотели показать признаки гниения, ослабления хватки содержащихся в нём душ».
Изначально Эрмак появился в сюжетном режиме Mortal Kombat 1 как неигровой персонаж. Позже, в 2024 году, он был выпущен в качестве бойца. Его новый дизайн сохранил чёрно-красную палитру и пепельный цвет кожи. Хотя на протяжении всего сюжета лицо Эрмака было открыто, в дополнении у него появилась маска.

### Игровой процесс
Эрмак был одним из трёх скрытых разблокируемых персонажей в Ultimate Mortal Kombat 3 и единственным игровым персонажем, который не появлялся ни в одной из предыдущих частей серии. У него была стандартная атака снарядом, а также телепортационный удар и обезглавливание с помощью апперкота в качестве Fatality, всё это уже использовалось другими героями. Его фирменным специальным приёмом стал «Телекинетический удар» (позже переименованный в «Силовой подъём»), который позволяет поднимать в воздух противников, а затем бросать их на землю. В BradyGames сочли Эрмака «отличным выбором для продвинутого игрока» в MK Trilogy, но посчитали, что его атака неэффективна на близком расстоянии и легко сводится на нет с помощью кнопки блокировки.
Его основным боевым стилем в трехмёрных играх стало цайлифо, боевое искусство, специализирующееся на отражении сразу нескольких нападающих. Рецензент GameSpy посчитал его комбо (последовательность атак) из Mortal Kombat: Deception сильными, но специальные приёмы менее эффективными по отдельности. Митчелл Зальцман из GameFront описал Эрмака в перезапуске 2011 года как персонажа, дружелюбного к новичкам, которого эксперты могли бы выбирать для совершения комбо-приёмов, наносящих тяжелый урон. В Mortal Kombat X стиль ведения боя героя разделён на три варианта, как и у других персонажей этой части, Брайан Доусон из Prima Games написал, что Эрмак идеально подходит для игры на расстоянии.

## Отзывы
Эрмак признаётся многими критиками одной из самых запоминающихся городских легенд в видеоиграх. Исполнительный редактор GamesRadar+ Эрик Брэтчер посчитал, что мистификация стала реальностью благодаря изданию Electronic Gaming Monthly, в то время как Руди Обиас из Mental Floss и Янник ЛеЖак из Kotaku посчитали это результатом энтузиазма фанатов. Редакторы GameTrailers безуспешно попытались получить доступ к Эрмаку в первой игре в соответствии с инструкциями, опубликованными в EGM, в одном из эпизодов их веб-сериала PopFiction, премьера которого состоялась на PAX Prime 2012. В исследовании «Погружение и построение мира в видеоиграх» в 2019 году Эдин Омерагич из университета имени Йосипа Юрая Штросмайера заявил, что воплощение легенды в реальность было «особенно захватывающим из-за того, как оно вовлекает конечных пользователей в процесс. Они тоже приложили руку к его созданию».
Восприятие дизайна и игрового процесса Эрмака менялось от части к части. Хотя он и другие ниндзя-мужчины из оригинальной трилогии вошли в список лучших персонажей с изменённой палитрой от GamePro, в то время как Дэн Рикерт из Game Informer написал, что не хотел бы возвращения этих героев в последующих частях, кроме Скорпиона и Саб-Зиро. После редизайна в Deception Эрмак стал получать более высокие оценки, добившись звания одного из лучших персонажей франшизы. В GamesRadar+ заявили: «Возможно, он не такой знаковый, как Саб-Зиро или Скорпион, но трудно не любить Эрмака за его сверхъестественный, подобный ситхам телекинез». Гэвин Джаспер из Den of Geek отметил трансформацию персонажа из «просто изменённого спрайта Скорпиона/Саб-Зиро с лениво анимированной атакой» в «парящий фантом, окружённый душами и совершенно непредсказуемый». Изначальный дизайн героя в Mortal Kombat 1, обнародованный в июле 2023 года, вызвал резкую критику фанатов из-за отсутствия его маски, в результате чего NetherRealm добавила её к одеянию персонажа.

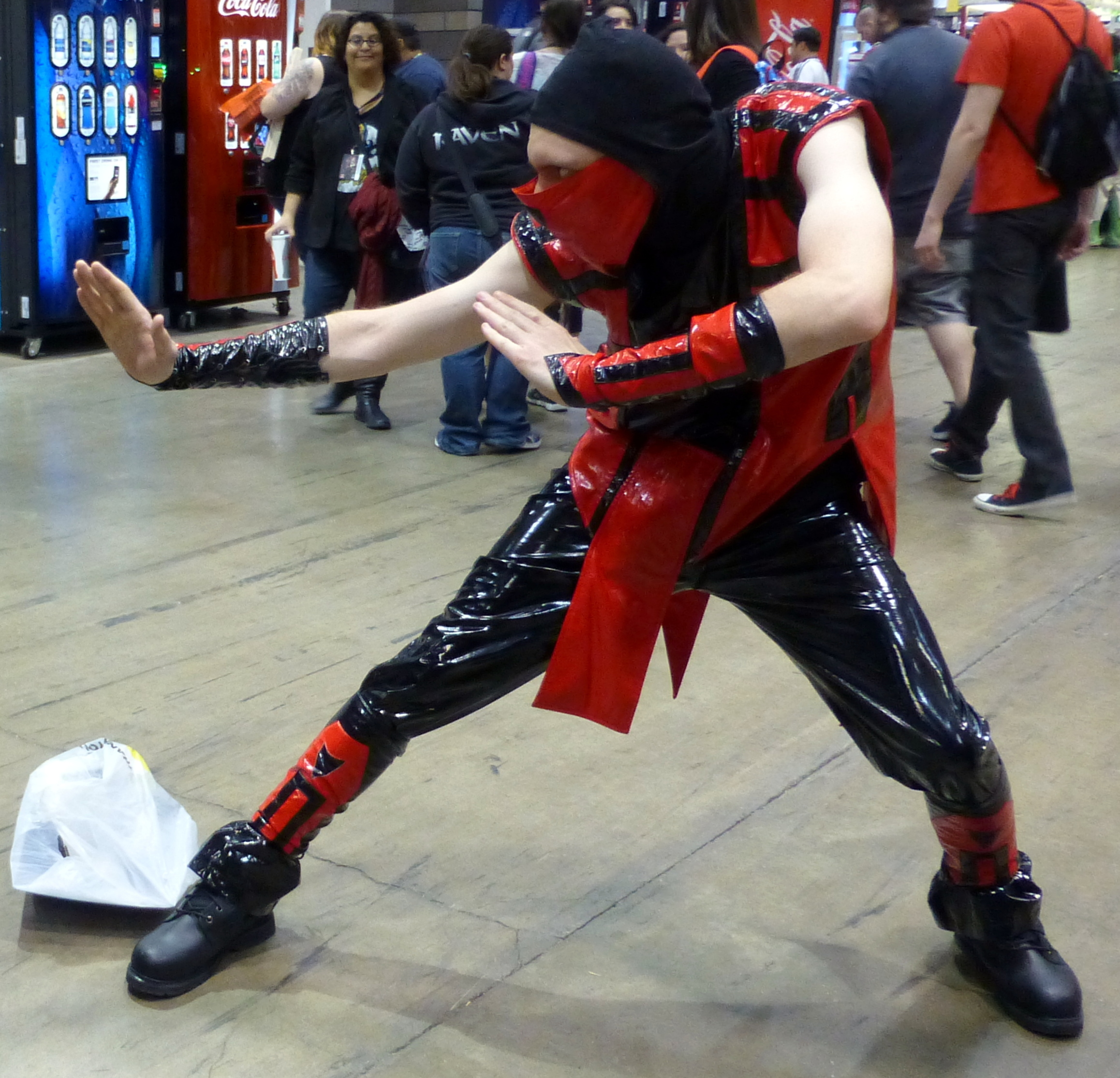
Косплей на Эрмака из старых частей

Завершающие приёмы Эрмака были встречены положительно, особенно его Fatality «Борьба с вредителями» (англ. Pest Control) из перезапуска Mortal Kombat 2011 года, в котором он уменьшает и раздавливает своего противника. Когда NetherRealm Studios разместила трейлер добивания «Внутренняя работа» (англ. Inner Workings) из Mortal Kombat X на YouTube в марте 2015 года, менее чем за месяц он собрал более 850 000 просмотров, привлекая внимание своим графическим содержанием. Chicago Reader посвятил Fatality статью под названием «Неужели Mortal Kombat наконец-то зашёл слишком далеко?», описав его как «акт средневековой пытки, какой её представлял Толкин». Джастин Кларк из GameSpot написал в 2022 году, что добивание «на самом деле может быть самый шокирующий, кровавый и отвратительный актом сюрреалистического ужаса, который когда-либо случался в видеоиграх, не говоря уже о [самой] серии».
Реакция на его воплощения в других медиа была негативной. Натан Бёрч из Uproxx описал его в Mortal Kombat Annihilation как «забываемого клона Скорпиона», а его сцену боя с Соней как «невзрачную». Карл Лайон из Fearnet осудил дизайн персонажа в Mortal Kombat: Legacy и его роль в сюжете.